# هگه ریسه
هگه ریسه (نروژی: Hege Riise؛ زادهٔ ۱۸ ژوئیه ۱۹۶۹) بازیکن فوتبال اهل نروژ بود.
وی در مسابقات کشوری و بین‌المللی در مجموع برندهٔ ۱ مدال طلا، ۱ مدال برنز شده‌است.